# Helena Wilsonová
Helena Wilsonová, rozená Pospíšilová, (15. srpna 1937 – 14. srpna 2019) byla česká fotografka a pedagožka.

## Životopis
Narodila se v Návarově u Zlaté Olešnice v severních Čechách, po převratu v roce 1948 se s rodinou přestěhovala do Prahy. Tam vystudovala fotografii a pracovala pro Archeologický ústav Akademie věd, později pro časopis Umění a řemesla. Od roku 1966 se věnovala rovněž pedagogické činnosti. V roce 1967 se v Londýně seznámila s Kanaďanem Paulem Wilsonem, který za ní následně odjel do Československa a v roce 1972 se s ní oženil. Když byl Wilson roku 1977 ze země vyhoštěn, odstěhovali se spolu do Kanady, kde se jim narodil syn Jake. V devadesátých letech se začala vracet do rodné země. Zemřela v Torontu den před svými 82. narozeninami.
Od února do března 2011 proběhla v pražské knihovně Libri prohibiti výstava jejích fotografií nazvaná „Léta sedmdesátá – Merry Ghetto“.
Byla členkou Křižovnické školy čistého humoru bez vtipu.

## Výstavy
- 2024 Helena Wilsonová: Fotografie, Dům fotografie, Galerie hlavního města Prahy, 12. listopadu 2024 – 23. února 2025, kurátor: Jan Mlčoch.[5]